# Александър Колчак
Александър Василевич Колчак (на руски: Алекса́ндр Васи́льевич Колча́к) е руски морски офицер (адмирал), полярен изследовател, учен-океанограф, по-късно главнокомандващ антиболшевишките сили (т.нар. Бяла гвардия) по време на Гражданската война в Русия от 1917 – 1922 г.
Участва в Руско-японската война, Първата световна война и Гражданската война в Русия. Оглавява белогвардейските метежници-реакционисти в Монархическа Русия със столица Омск (1918 – 1920), заемайки длъжностите върховен управител на Русия и върховен главнокомандващ въоръжените сили на Русия.

## Произход и ранни години (1874 – 1899)
Първият известен представител на рода Колчак е османският военачалник Илияс Колчак паша (Калчак паша), комендант на крепостта Хотин (Украйна), взет в плен от руския фелдмаршал Йохан Буркхарт Христофор Миних. След края на войната Колчак паша се заселва в Полша, а през 1794 г. семейството му се преселва в Русия. Поради много разпространената в Румъния и Молдова фамилия Колчак някои румънски изследователи смятат, че адмирал Колчак е от румънски произход.
Бащата на Александър – Василий Иванович Колчак (1837 – 1913), е офицер от морската артилерия, генерал-майор от Адмиралтейството. Първия си офицерски чин Василий Колчак получава след тежко раняване, получено при отбраната на Севастопол по време на Кримската война от 1853 – 1856 г. След войната завършва Минния институт (Горный институт) в Санкт Петербург.
Александър Колчак е роден е на 4 ноември 1874 година в село Александровское, Петербургска губерния, Руска империя. Начално образование получава в дома си, а по-късно учи в Шеста петербургска гимназия. Преминава обучение в Морския кадетски корпус и на 15 септември 1894 г. е произведен в мичман. На 6 август същата година е назначен на служба на имперския крайцер „Рюрик“ като помощник вахтен. На борда на този крайцер пътува до Далечния изток. В края на 1896 г. Колчак е назначен на крайцер „Крейсер“ като вахтен началник и в продължение на няколко години пътува предимно в Тихия океан. На 6 декември 1898 г. е произведен в чин лейтенант. Завръща се в Кронщат през 1899 г.
В тези походи Колчак не само изпълнява своите служебни задължения, но и активно се занимава със самообразованието си. Младежът се увлича силно от природните науки, океанографията и хидрологията. През 1899 г. публикува статията „Наблюдения над поверхностными температурами и удельными весами морской воды, произведенные на крейсере „Рюрик“ и „Крейсер“ с мая 1897 года по март 1898 года“.

## Полярни експедиции (1899 – 1903)
След завръщането си в Кронщат Колчак се среща с вицеадмирал Степан Макаров, който готви плаване с ледоразбивача „Ермак“ в Северния ледовит океан. Колчак отправя молба да бъде включен в състава на експедицията, но получава отказ. Успява да се присъедини към полярната експедиция на Едуард Тол с кораба „Заря“ в качеството на хидролог през 1900 г. По време на плаването Колчак свършва много работа и съставя карта на бреговете на Таймир. Тол оценява младия си помощник не само заради уменията му на хидрограф, но и заради изследователския му нюх.
Експедицията е организирана от Академията на науките и целта ѝ е точно определена – да се открие и да се изследва легендарната Земя на Саников, както и други острови, разположени зад Новосибирския архипелаг. С надеждата да открие Земята на Саников, Тол с няколко спътници се отправя към остров Бенет и се изгубва някъде сред ледовете. Останалите на борда на „Заря“, изпълнявайки заповедите на началника на експедицията, дадени им преди неговото заминаване, се отправят към континента.
За спасяването на Тол е сформирана друга експедиция, начело на която застава Колчак. Спасителите се отправят с 6-метров велбот по следите на Тол. Голямата лодка е достатъчно маневрена, а в случай на нужда може да се пренесе от екипажа на ръце. Когато достигат до остров Бенет, спасителите откриват следи от изчезналата група на Тол, както и вещи и дневниците, но не откриват самите изследователи.
След значителни трудности в тази експедиция Колчак се завръща през декември 1902 г. За сравнително кратко време участва в още три полярни експедиции, получавайки прякора Колчак Полярни. За успехите си получава най-високата награда на Руското географско дружество.

## Военна кариера (1904 – 1918)

### Руско-японска война (1904 – 1905)
Когато започва Руско-японската война, Колчак е изпратен през март 1904 г. в Порт Артур. Служи на крайцера „Асколд“, а по-късно – и на разрушителя „Сердитый“. Постига победа над японския разрушител „Такасаго“ и е награден с орден „Света Анна“ IV клас.
Когато японските сили обсаждат Порт Артур, командва морската батарея. По-късно е ранен и попада в плен, като прекарва известно време в лагер, намиращ се в град Нагасаки. Поради много влошеното му здравословно състояние японците го репатрират преди края на войната.
Завръщайки се в Санкт Петербург през април 1905 г., взима активно участие във възстановяването на почти напълно унищожения във войната руския императорски флот. През 1906 г. постъпва в Балтийския флот и служи там при избухването на Първата световна война през 1914 г.

### Първа световна война (1914 – 1918)
По време на Първата световна война Колчак ръководи защитата на Рижкия залив от немските разрушители, за което е повишен в звание вицеадмирал през август 1916 г., ставайки най-младия офицер с този ранг в историята, и е назначен за командир на Черноморския флот, поемайки поста от адмирал Еберхард. Проявява се в операцията по минирането на Босфора, но заради гибелта на най-новия линеен кораб „Императрица Мария“, който потъва докато се намира на рейда край Севастопол, Колчак е подведен под съдебна отговорност. Руският императорът отлага процеса до приключване на войната.

### Октомврийска революция (октомври 1917)
Вестта за Октомврийската революция и започналите преговори между болшевиките и германците заварва Колчак в Япония. Подава молба до британския консул в Токио, като моли да бъде зачислен в Британската армия, „макар и с чин редник“. Получава назначение на Месопотамския фронт в Ирак.
По пътя натам е застигнат в Сингапур от телеграма на руския посланик в Китай Николай Кудашев с молба да поеме сформирането на руски части в Манджурия. Колчак се отзовава на молбата и пристига в Китай, но заради разногласия с друг белогвардейски лидер – атаман Семьонов, напуска и се отправя към Русия с намерение да се присъедини към Доброволческата армия на генерал Деникин, създадена в средата на 1918 г. През септември същата година Колчак се връща в Русия. В резултат на ноемврийския преврат той става Върховен управител на Русия. На тази длъжност той се старае да наложи закона и да въведе ред в контролираните от него територии. Провежда ред военни, финансови и социални реформи: мерки по възстановяване на промишлеността, снабдяване на селяните със селскостопанска техника, усвояване на Северния морски път.

## Последни години (1918 – 1920)
В края на 1918 г. Колчак започва да подготвя белогвардейски части за пролетно настъпление през 1919, но към това време болшевиките съумяват да концентрират големи сили. Поради ред причини в края на април настъплението се задъхва, а след това попадат под страхотно мощен контраудар. Започва отстъпление, което не е спряно.
На 4 януари 1920 г. адмирал Колчак подписва своя последен указ, в който обявява намерението си, да предаде пълномощията на „Върховната Всерусийска Власт“ на още по-отявления враг на революцията, генерал Деникин. На 21 януари Колчак е предаден в Иркутск на болшевиките и до 6 февруари е разпитван от ВЧК (Всероссийская Чрезвычайная комиссия). Ленин с телеграма разпорежда да бъде разстрелян. Когато на 6 февруари идват в килията му и го уведомяват, че ще го разстрелят, той пита удивено: „Просто така? Без съд?“.
Разстрелян е през нощта на 7 февруари 1920 година на брега на река Ушаковка. На разстрела отказва да се помоли, стои спокойно, с ръце на гърди. Не е погребан, а е спуснат в реката през дупка в леда.